# Skjern
Skjern je městečko na západě jutského poloostrova. Mezi ním a městem Egvad se nachází přírodní rezervace „Delta řeky Skjern“, která byla rekultivována v 90. letech 20. století za více než 1 miliardu dánských korun.